# Ipomoea humidicola
Ipomoea humidicola är en vindeväxtart som beskrevs av B. Verdcourt. Ipomoea humidicola ingår i släktet praktvindor, och familjen vindeväxter. Inga underarter finns listade i Catalogue of Life.